# James Boyd (scientifique)
Ne pas confondre avec le boxeur James Boyd.
James Emory « Jim » Boyd, né le 18 juillet 1906 à Tignall et mort le 18 février 1998 à Carrollton, est un physicien et mathématicien américain. Il était le directeur du Georgia Tech Research Institute (en) entre 1957 et 1961, président du West Georgia College (en) (maintenant, l'University of West Georgia) entre 1961 et 1971, et président du Georgia Institute of Technology entre 1971 et 1972.